# Tai-Pan (film)
Tai-Pan is een Amerikaanse avonturenfilm geregisseerd door Daryl Duke en gebaseerd op het gelijknamige boek van James Clavell uit 1966.

## Synopsis
De Britten hebben in 1842  de Eerste Opiumoorlog gewonnen en hebben Hongkong ingelijfd. Hoewel het eiland een onherbergzaam, weinig bevolkt gebied is, denken de Britten en diverse handelsondernemingen dat het een strategische plaats is om goederen te importeren/exporteren uit/in China.
Dirk Struan en Tyler Brock - twee voormalige matrozen - zijn elk eigenaar van een bedrijf. Van Struan wordt gezegd dat hij een tai-pan is omdat hij aan het hoofd staat van het meest winstgevende bedrijf in Azië. Brock is de tweede grootste die via allerlei (corrupte) manieren op de eerste plaats wil.

## Rolverdeling
| Acteur            | Personage                    |
| ----------------- | ---------------------------- |
| Bryan Brown       | Dirk Struan                  |
| Joan Chen         | May–May                      |
| John Stanton      | Tyler Brock                  |
| Tim Guinee        | Culum Struan                 |
| Bill Leadbitter   | Gorth Brock                  |
| Russell Wong      | Gordon Chen                  |
| Katy Behean       | Mary Sinclair                |
| Kyra Sedgwick     | Tess Brock                   |
| Janine Turner     | Shevaun Tillman              |
| Norman Rodway     | Aristotle Quance             |
| John Bennett      | kapitein Orlov               |
| Derrick Branche   | Vargas                       |
| Vic Armstrong     | dronken matroos              |
| Dickey Beer       |                              |
| Cheng Chuang      | Jin Qua                      |
| Chen Shu          | Chen Sheng                   |
| Rosemarie Dunham  | Mrs. Fothergill              |
| Robert Easton     | Zergeyev                     |
| Richard Foo       | Lin Din                      |
| Nicholas Gecks    | Horatio Sinclair             |
| Carol Gillies     | Liza Brock                   |
| Pat Gorman        | Britse handelaar             |
| Michael C. Gwynne | Jeff Cooper                  |
| Billy Horrigan    |                              |
| Patrick Ryecart   | kapitein Glessing            |
| Bert Remsen       | Wilf Tillman                 |
| Rob Spendlove     | Nagrek                       |
| Lisa Lu           | Ah-Gip                       |
| Barbara Keogh     | Mrs. Quance                  |
| Denise Kellogg    | naaktmodel                   |
| Joycelene Lu      | prostituée                   |
| Phil Chatterton   | bootsman                     |
| Frans Dames       | Britse officier en handelaar |

## Nominaties
| Wedstrijd                    | Categorie      | Ontvanger(s) | Resultaat   | Ref.  |
| ---------------------------- | -------------- | ------------ | ----------- | ----- |
| Golden Raspberry Awards 1986 | Worst Actress  | Joan Chen    | Genomineerd | [ 3 ] |
| Golden Raspberry Awards 1986 | Worst New Star | Joan Chen    | Genomineerd | [ 3 ] |